# Lagună

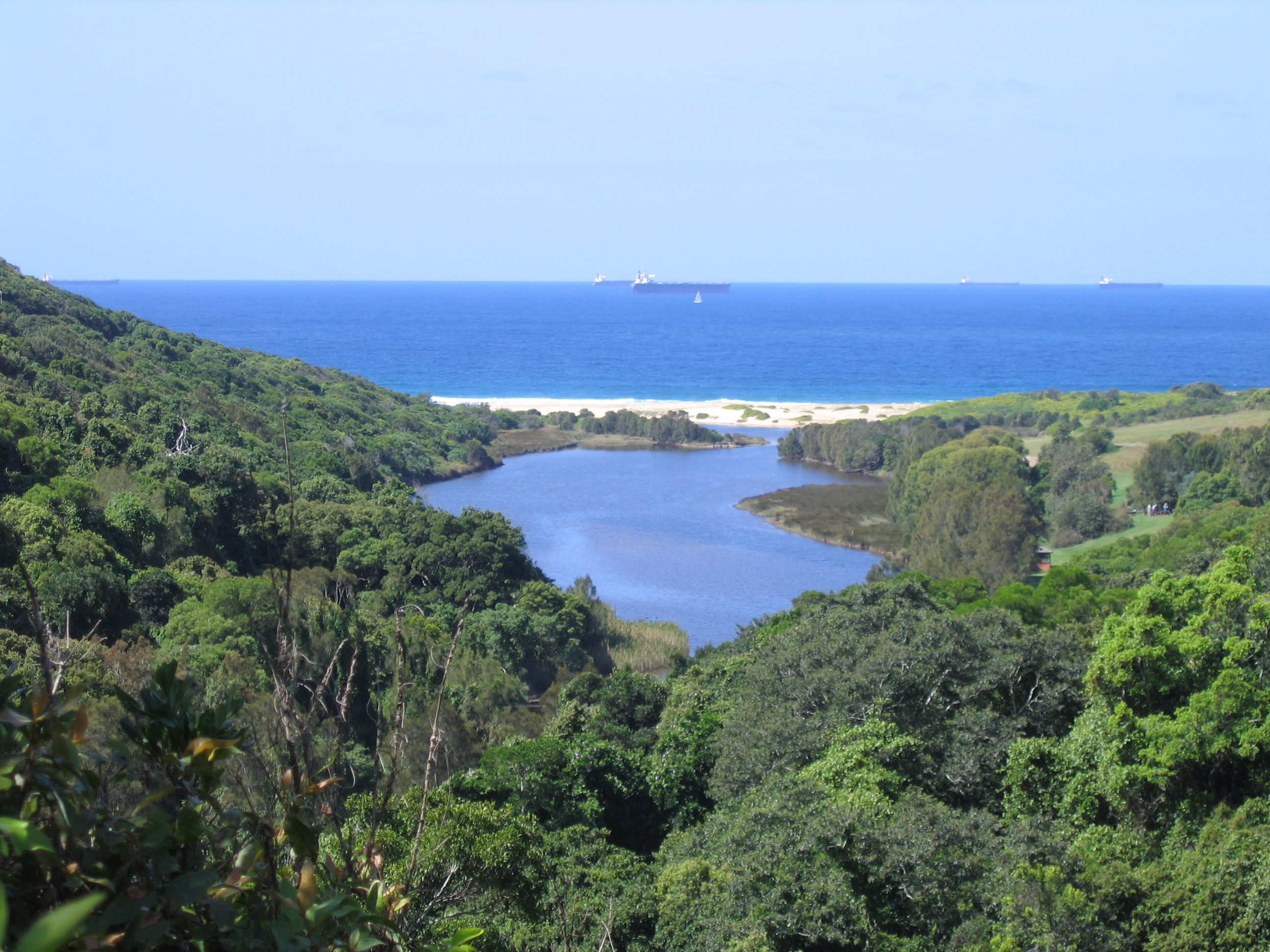
Lagună în Australia

Lagunele sunt întinderi de apă din regiunile litorale, rezultate în urma închiderii parțiale a golfurilor prin cordoane de nisip (grinduri), construite de curenții de apă și valuri. Pot avea apă sărată, salmastră sau dulce. Atâta vreme cât comunică, fie și prin nisipul grindului, cu marea, lagunele se deosebesc de lacuri. Când se formează la ieșirea unui curs de apă spre un fluviu mare sau spre mare, ele poartă denumirea de limane.

## Exemple de lagune

### România
- laguna Razim
- laguna Siutghiol

### În lume
- Laguna dos Patos (10.145 km²) în Brazilia
- Lagune von Lagos (circa 460 km²), cea mai mare lagună din Golful Guineei
- Mar Menor (170 km²) din regiunea spaniolă Muricia, cel mai mare lac de sare din Europa.
- Laguna Venețiană (circa 550 km²) din Veneția
- Laguna Karavasta cea mai mare lagună din Albania și una dintre cele mai mari din Marea Mediterană